# Civil Cooperation Bureau
Civil Cooperation Bureau (svenska: Civila samarbetsbyrån) var en sydafrikansk dödspatrull och underrättelseenhet under apartheiddiktaturens sista år. Den bildades i april 1986 på order av försvarsministern general Magnus Malan med syfte att utföra hemliga operationer mot apartheidmotståndare i och utanför landets gränser. Sannings- och försoningskommissionen fann enheten vara skyldig till åtskilliga mord på politiska motståndare och misstänkte den för ännu fler än vad som kom att lagföras.

## Verksamhet
Förutom mord på motståndare till apartheidsystemet och regeringen utförde enheten storskaligt spionage mot antiapartheidaktivister inom landet. Civil Cooperation Bureau opererade parallellt med National Intelligence Service, efterträdaren till Byrån för statssäkerhet. Organisatoriskt låg Civil Cooperation Bureau förvisso under Sydafrikas försvarsmakt men dess agenter uppträdde som civila, agerade genom bulvanföretag och hade nästan uteslutande civila som måltavlor. Med denna civila täckmantel kunde regeringen och försvarsetablissemanget snabbt ta avstånd från dess aktiviteter i händelse av att de skulle avslöjas. Många försvarsanställda visste inte ens om att de i realiteten tjänstgjorde för just Civil Cooperation Bureau. Ofta anlitade man yrkeskriminella för att utföra de mest riskabla mordattentaten.
Bekräftade offer inkluderar SWAPO-medlemmen Anton Lubowski och antropologen David Webster. Man förgiftade med framgång dricksvattnet i ett flyktingläger i det ockuperade Sydvästafrika med kolerabakterier. Mordplaner som aldrig utfördes hade som mål bland andra Winnie Mandela, Joe Slovo och Desmond Tutu. År 1989, under pågående fredsförhandlingar i Namibia, undkom FN:s särskilde sändebud Martti Ahtisaari av en slump ett attentat mot sig.
Nationalistpartiet lät lägga ner enheten år 1990 och överföra dess resurser till andra säkerhetsorgan. Ingen åtalades för dess verksamhet.